# Richard Abena
Pour les articles homonymes, voir Abena.
Richard Abena, né le 25 mai 1960, est un joueur de football international camerounais qui évoluait au poste de défenseur. Capé pour le Cameroun en 1987 et 1988, il a participé à la finale victorieuse de la Coupe d'Afrique des Nations de 1988.

## Biographie
Richard Abena est sélectionné en équipe du Cameroun en 1987 et 1988. Il participe avec cette équipe à la Coupe d'Afrique des nations en 1988. Le Cameroun remporte la compétition en battant le Nigeria en finale.
Avec le club du Canon Yaoundé, il remporte un championnat du Cameroun et une Coupe du Cameroun.

## Palmarès
- Vainqueur de la Coupe d'Afrique des nations en 1988 avec l'équipe du Cameroun
- Champion du Cameroun en 1986 avec le Canon Yaoundé
- Vainqueur de la Coupe du Cameroun en 1986 avec le Canon Yaoundé